# Cuerpo de ballet

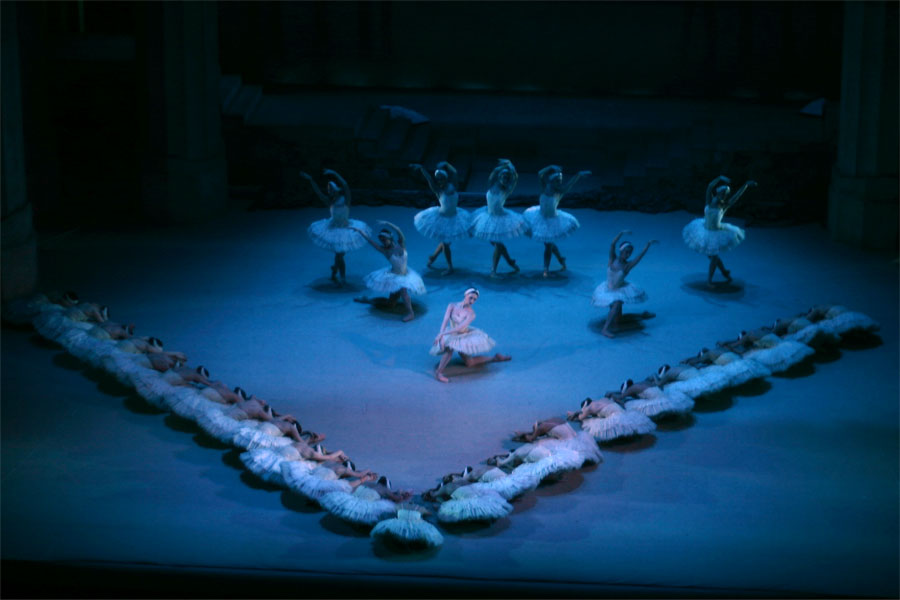
En esta escena tomada del ballet El lago de los cisnes de Piotr Ilich Chaikovski, el cuerpo de ballet forma una V, cuya punta se dirige hacia el frente del escenario y atrae la atención del espectador en dirección al bailarín principal que se mueve bajo el foco de luz. Los bailarines de la parte de atrás también forman parte del cuerpo de ballet y forman una especie de telón de fondo.

En ballet, el cuerpo de ballet o cuerpo de baile (en francés, corps de ballet) es el grupo de bailarines que no son los bailarines principales o solistas.  Son una parte permanente de una compañía de ballet y a menudo funcionan como fondo para los bailarines principales.
Un cuerpo de ballet funciona como uno solo, con movimientos sincronizados y el correspondiente posicionamiento en el escenario. A veces se hacen actuaciones con roles específicos para el cuerpo de ballet, como el «Vals de los copos de nieve» y el «Vals de las flores» en El cascanueces de Piotr Ilich Chaikovski.
El cuerpo de ballet hace algo más que añadir patrones coreográficos y cumplir con la tradición; estos bailarines desempeñan un papel central en la narración de historias. Según la bailarina solista del Philadelphia Ballet Jacqueline Callahan, "ellos preparan la escena y son la columna vertebral de diversos ballets, la historia no sería la misma sin cada uno de los miembros del cuerpo de ballet".[cita requerida] El cuerpo de ballet actúa a menudo como sombra de los protagonistas y sirve para ambientar cada escena, aportando matices a la historia que uno o dos solistas no podrían lograr por sí solos.

## Historia

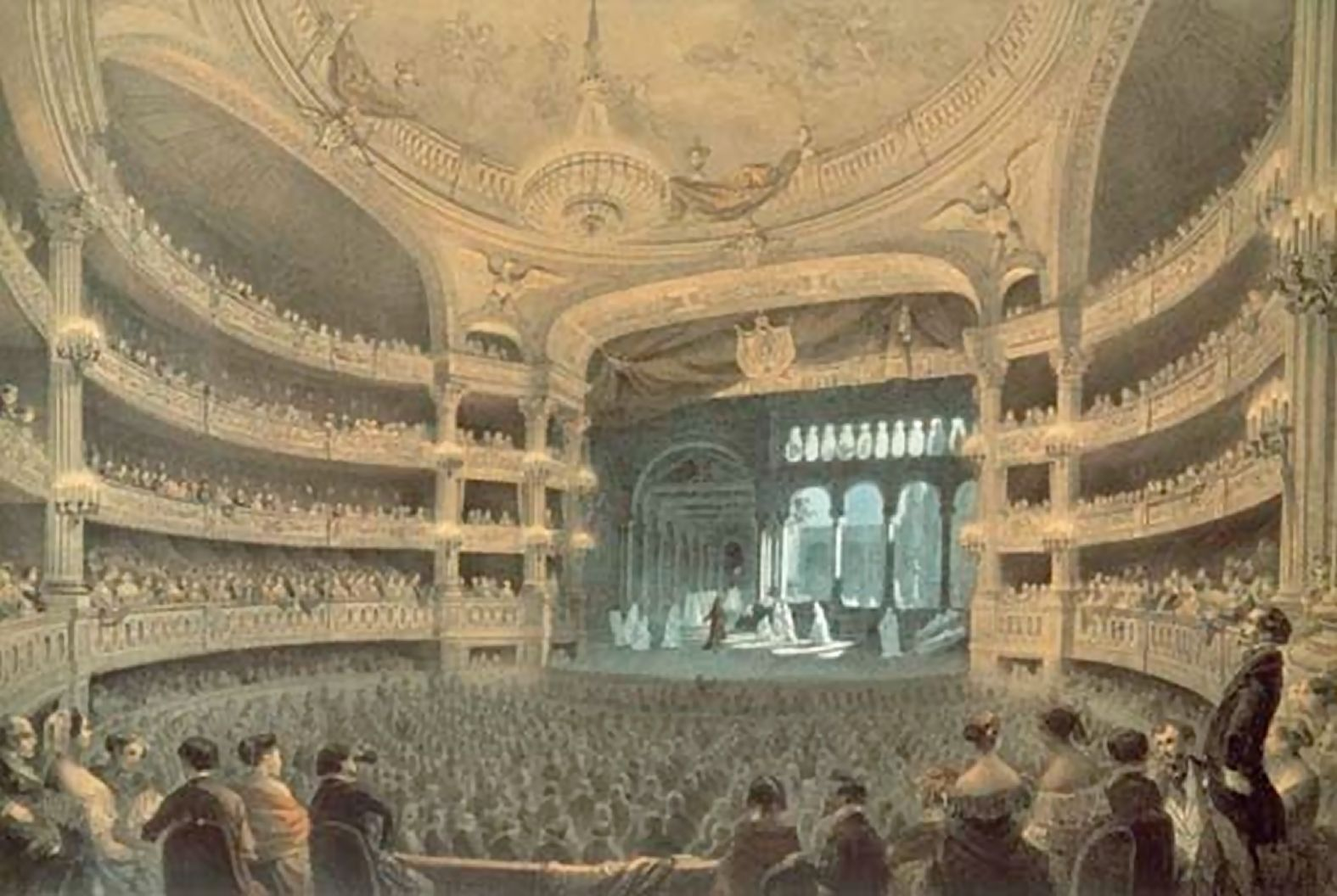
Representación de Robert le Diable de Giacomo Meyerbeer en la Ópera de París. Litografía coloreada de Jules Arnout, hacia 1850.

La danza escénica ha evolucionado a partir de los bailes de salón desarrollados como parte de la educación general, y gradualmente estos bailes fueron reemplazados en el siglo XVIII por la danza escénica. Es por eso que los conjuntos de danza también son una imagen de la sociedad de la corte en ballets posteriores.
El hecho de que un cuerpo de ballet solo baila y no realiza otras tareas corales (cantando o hablando) es relativamente nuevo en la historia del teatro. En el siglo XVIII, por ejemplo, en las óperas de ballet (ópera-ballet) de Jean Philippe Rameau, a menudo había coros que cantaban y bailaban al mismo tiempo. En cierto modo, esta tradición ha sobrevivido desde las operetas hasta los musicales modernos. Hasta el primer tercio del siglo XIX, tales tareas a menudo eran realizadas por otros miembros del teatro, y no requieren habilidades de baile muy desarrolladas. El compositor Richard Wagner en su contrato como director de coro en el Teatro de Würzburg en 1833, todavía estaba obligado a participar en el ballet en el escenario.[cita requerida]
Desde principios del siglo XIX, el ballet se ha vuelto cada vez más independiente de la ópera. Dado que la danza puntual se había convertido en la técnica básica, se necesitaban bailarines especializados para las tareas corales en el ballet. Desde entonces, los ballets a menudo se llevan a cabo en los mismos teatros  que las óperas, pero están separados de las óperas. El cuerpo de ballet "clásico", que actúa como fondo de la actuación de los solistas, corresponde aproximadamente al coro de ópera profesional en la ópera. Si bien los conjuntos de ballet todavía se llamaban coros a fines del siglo XVIII, se les dio el nombre de corps de ballet en el siglo XIX, basándose en la Ópera de París.
En el ballet clásico, por ejemplo, desde Giselle (1841), el Cuerpo de Ballet ha requerido movimientos sincrónicos en grupos simétricos, es decir, armonía en la perfección técnica. La semejanza con un cuerpo militar del siglo XIX no es absurda, se trata de un grupo perfectamente organizado, disciplinado y bien coordinado.

### "Les petits rats"

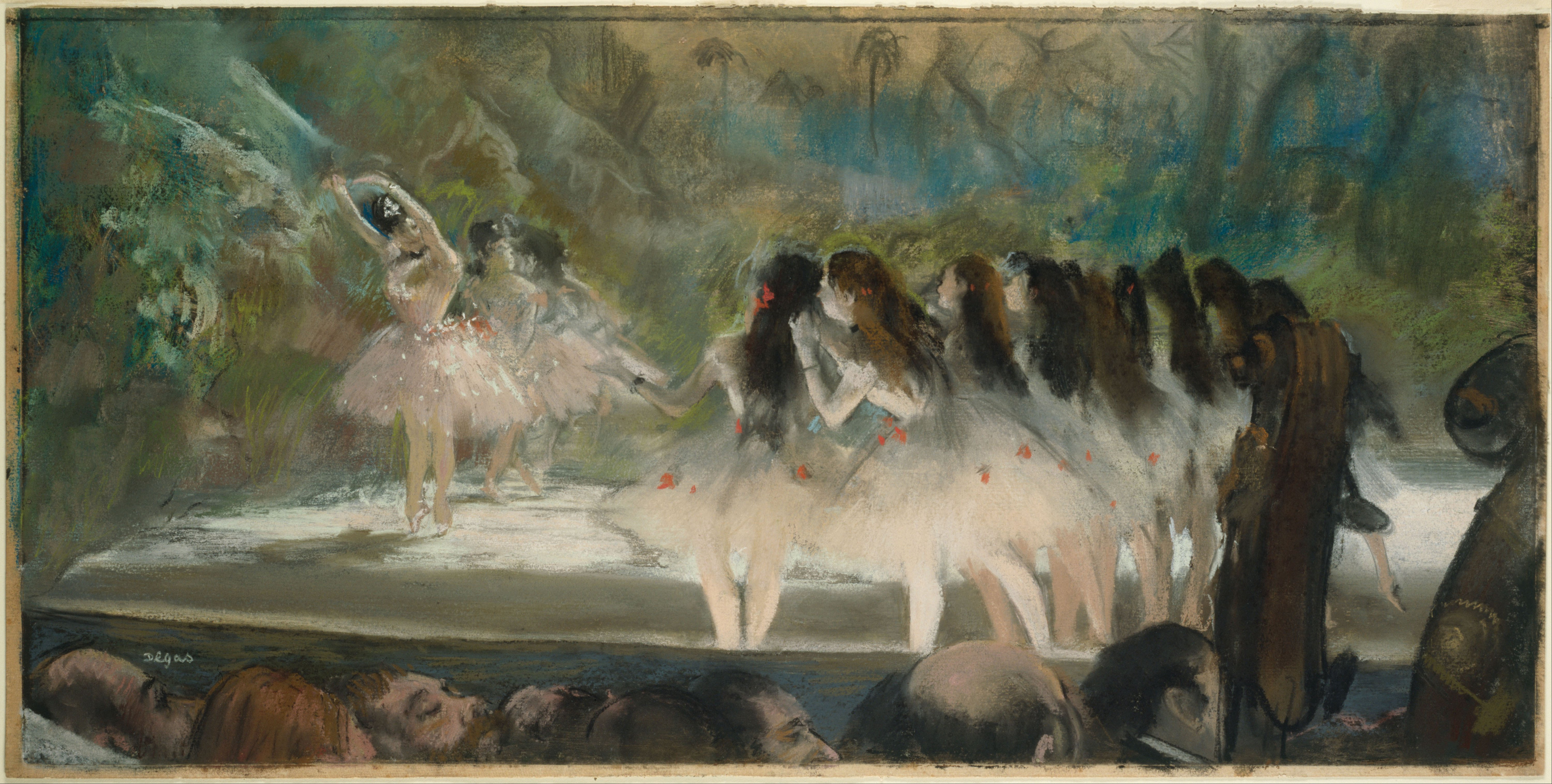
En este cuadro de Degas de 1877, Ballet en la Ópera de París, no sólo aparece el solista, sino también el cuerpo de baile.

Entre los bailarines que completaban el cuerpo de ballet de la Ópera de París solían figurar alumnos, algunos de tan sólo 14 años, conocidos cariñosamente como les rats o les petits rats. Existen muchas explicaciones etimológicas para el término; entre ellas, la sugerencia de Emile Littré de que el término "demoiselles d'opéra" (jovencitas de la ópera) se había acortado simplemente a "ra", o la creencia de que el sonido que hacían las zapatillas de punta del 'cuerpo de ballet' en los suelos de madera de las salas de ensayo podía compararse al de las ratas.
En 1866, Théophile Gautier (autor de Giselle), publicó un ensayo titulado Le Rat, una mirada de aficionado y descripción humorística de los hábitos de estos jóvenes bailarines.

La rata, a pesar de su nombre masculino ['rata' es un sustantivo masculino en francés], es una criatura eminentemente femenina. Solo los encontrarás en la Rue le Peletier, en la Académie royale de Musique, o en la Rue Richer, en las clases de baile; sólo existen allí; buscarías en vano en cualquier otro lugar del mundo. París posee tres cosas que todas las demás capitales envidian: el pilluelo, la grisette y la rata. La rata es un pilluelo de teatro que tiene todos los defectos del pilluelo de la calle, menos buenas cualidades, y como éste es producto de la Revolución de Julio.

Rata es como en la Ópera de París llamamos a las jóvenes que se están formando para convertirse en bailarinas y que aparecen en las escenas de multitudes, los fondos, los vuelos, los decorados y otras situaciones en las que su tamaño puede ser excusado por una visualización limitada. La edad de la rata varía de ocho a catorce o quince; una rata de dieciséis años es una rata muy vieja, una rata cornuda, una rata blanca; esto es tan viejo como siempre; a esta edad sus estudios están más o menos terminados, han debutado, bailado un solo, su nombre ha aparecido en mayúsculas en un cartel; se han graduado como 'tigre' y ahora se convierten en bailarinas de primera, segunda o tercera clase o en miembros del coro, según sus méritos o sus patrocinadores.

### SigloXX

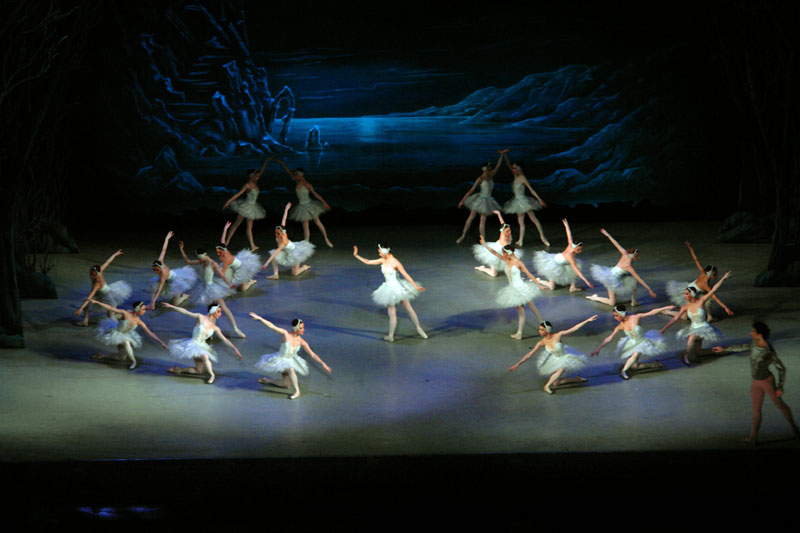
Representación de El lago de los cisnes(2007) en la que participa la primera bailarina Nina Ananiashvili junto con un grupo de bailarinas.

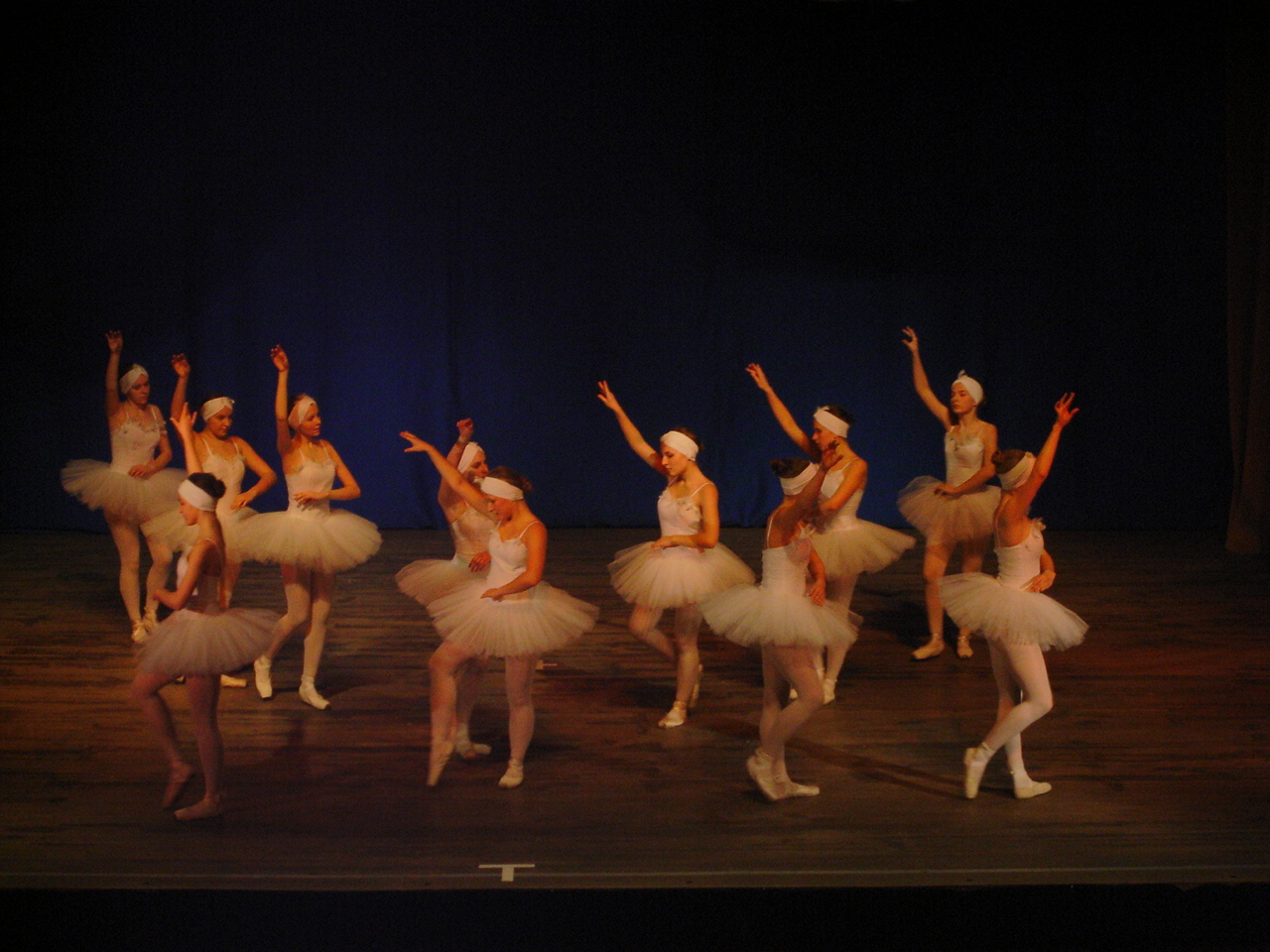
Una escena del Lago de los cisnes representada en la Escuela comunitaria de ballet en Częstochowa, Polonia.

El Cuerpo de Ballet se estructura a menudo jerárquicamente según las diferentes funciones. En la Ópera de París, por ejemplo, se organiza en cuadrillas, coryphées (corifeos) y sujets. En la Ópera de Viena hay una división entre bailarines e imitadores. Los bailarines del Cuerpo de Ballet también realizan tareas en solitario con más frecuencia que los coristas de ópera. Pasar del Cuerpo de Ballet a solista era la ruta habitual cuando los bailarines empezaban de niños, y aún hoy es posible.
Desde el siglo XX, ha sido cuestionada a menudo la subordinación y la conformidad altamente profesionales del Cuerpo de Ballet. Su anonimato a menudo parecía contradecir la individualidad artística. Por eso a menudo se han encomendado tareas individualizadas a sus componentes y se ha reducido la distancia con los solistas. Los grupos de danza en el teatro de danza moderna son a menudo diseños opuestos extremos a las tareas clásicas del Cuerpo de Ballet.
En el siglo XX, en los Ballets Russes de Diaghilev, Bronislava Nijinska (La boda, 1923) y George Balanchine (El hijo pródigo, 1929) experimentaron con construcciones de cuerpo de baile geométricas y visualmente expresivas.
En la coreografía neoclásica, principalmente con George Balanchine, el cuerpo de ballet ocupa un papel especial: aquí el conjunto participa plenamente en la actuación, y cada bailarín debe demostrar las mismas cualidades que una bailarina.
El cuerpo de ballet masculino adquirió gran importancia de la mano de coreógrafos como Maurice Béjart (La consagración de la primavera, 1959, Bolero, 1961, Novena sinfonía, 1964) y John Neumeier (Gustav Mahler Symphonies, 1975-1994). Para los coreógrafos modernos, como Jiří Kylián y Nacho Duato, los límites entre los solistas y el cuerpo de baile son borrosos: a menudo, en sus producciones, todos los bailarines realizan una tarea creativa equivalente.
En el ballet, existe el concepto de "cuerpo de baile sordo": en un sentido figurado, esto significa "empujar al artista a un segundo plano, a papeles secundarios".

## Cuerpo de baile en una compañía de ballet

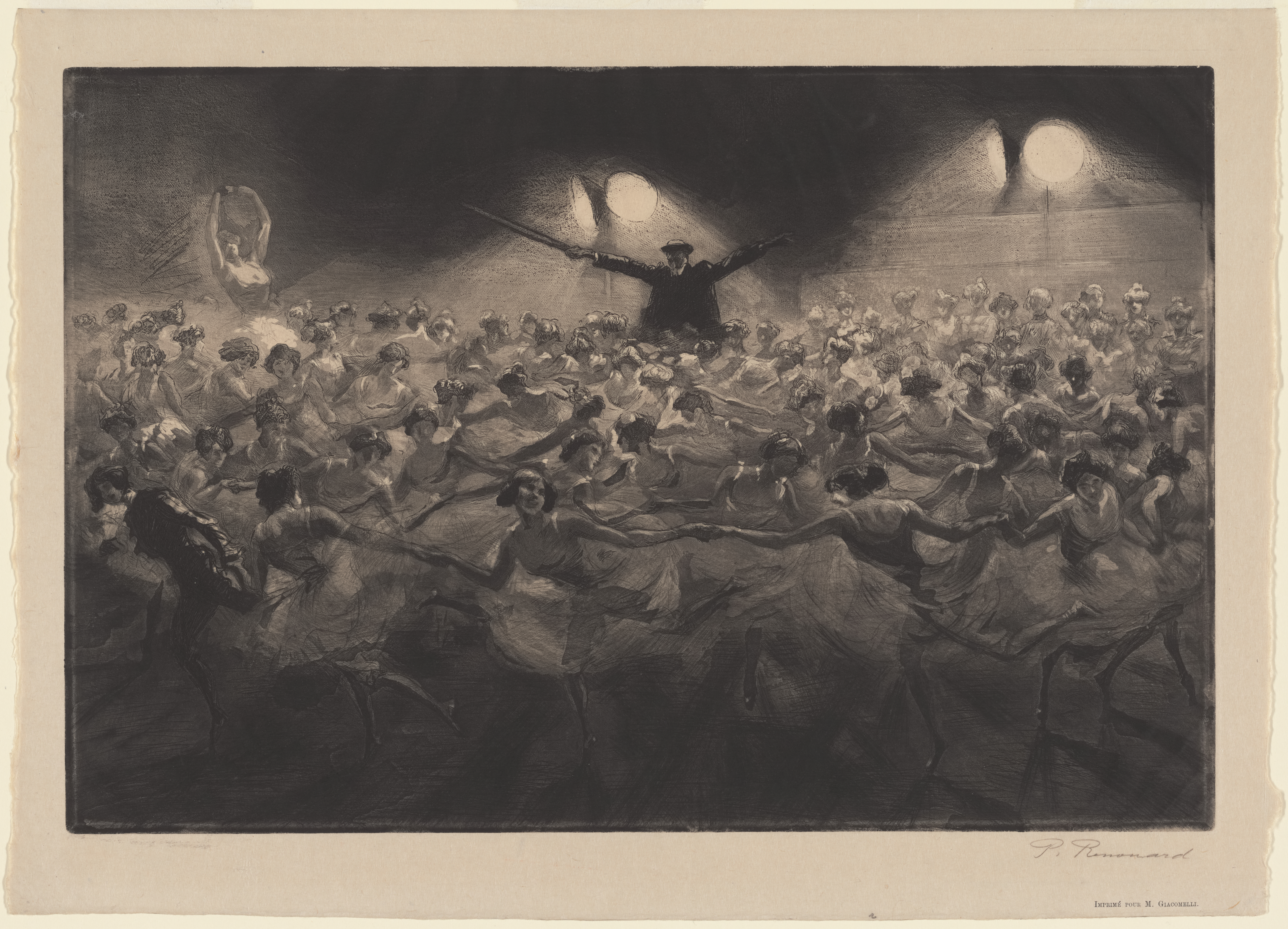
Un ensayo de un cuerpo de ballet en la Opera de Paris, 1890).

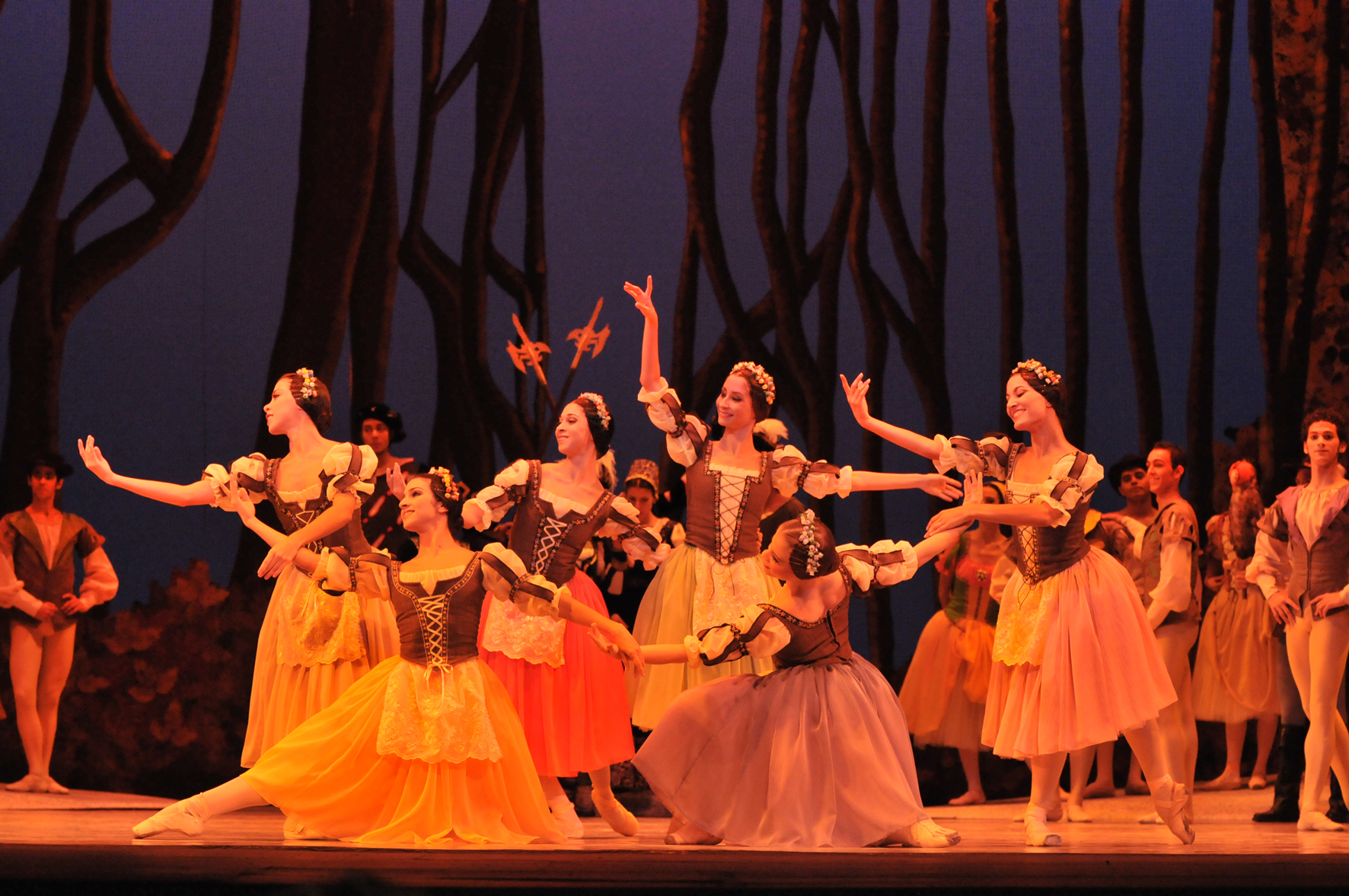
Ballet Giselle, dirigido por la Prima Ballerina Assoluta Alicia Alonso.

Un bailarín del cuerpo de baile también puede hacer referencia a un bailarín que tiene un rango de cuerpo de baile en una compañía de ballet profesional.  Esta posición es un paso más allá de un puesto de aprendiz o pasante y se considera un puesto de "miembro de pleno derecho de la compañía".  Aunque un bailarín del cuerpo de baile suele bailar siempre papeles de cuerpo de baile en un ballet, esto no significa que nunca pueda bailar un papel principal.  A menudo, los bailarines del cuerpo de baile tienen la oportunidad de ser solistas para demostrar su técnica y su capacidad interpretativa.  Esta oportunidad es realmente la única forma de ascender en una compañía.  Aunque puede ocurrir, es muy poco probable que un bailarín sea promocionado a un puesto de solista sin haber bailado nunca un papel de solista.
Aunque el cuerpo de baile suele ser el puesto más bajo de una compañía, suele ser el más numeroso, ya que es habitual que en un ballet clásico se necesiten veinte bailarines del cuerpo pero sólo dos bailarines principales.  Esto significa a menudo que un bailarín del cuerpo de baile acabará actuando en más espectáculos que un bailarín solista, simplemente porque no hay suficientes papeles de solista para que todos los bailarines de esos rangos estén en todos los espectáculos.
El rango de cuerpo de baile no debe confundirse con un puesto de principiante.  Algunos bailarines profesionales hacen una larga carrera de 15 a 20 años y nunca ascienden.  Esto puede deberse a muchas razones, entre ellas el nivel de destreza, la capacidad de actuar bajo una mayor presión en el escenario, el momento en que se incorporan o abandonan y, lamentablemente, la política.  Una larga carrera como bailarín del cuerpo de baile no es algo de lo que haya que avergonzarse, y un bailarín que se retire como miembro del cuerpo de baile puede ser tan dedicado, trabajador y apasionado por el ballet como un bailarín principal.

## En la pintura

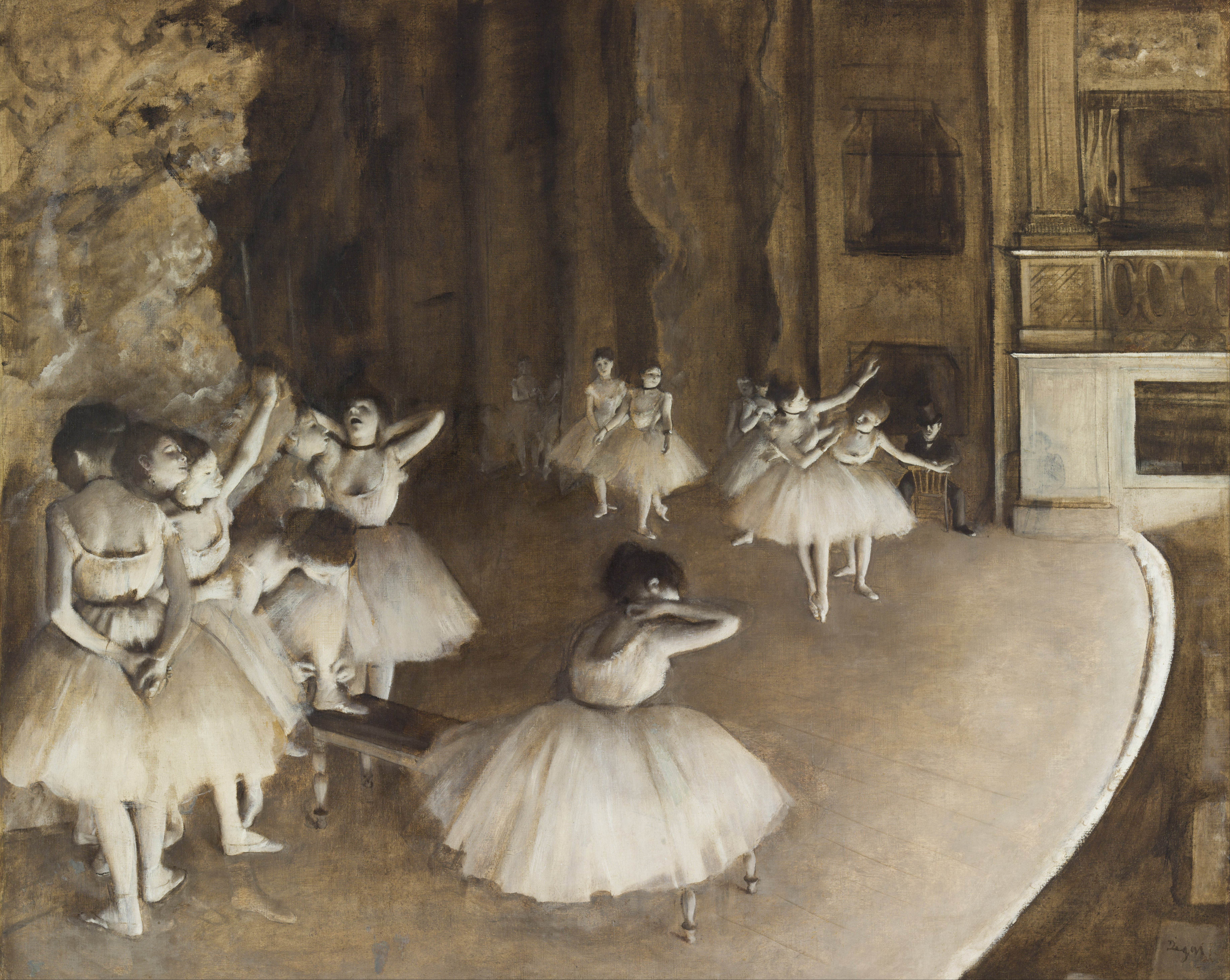
Ensayo de ballet en el escenario, de Edgar Degas (1874)

El pintor Impresionista Edgar Degas a menudo presentaba a las bailarinas del Ballet de la Ópera de París en sus obras, entre ellas algunas de sus más conocidas. En total, aproximadamente 1,500 de sus pinturas, monotipos y dibujos están dedicados al ballet, así como algunas esculturas.